# 普里維特內 (德拉比夫市鎮)
50°0′34″N 32°1′23″E / 50.00944°N 32.02306°E
普里維特內（烏克蘭語：Привітне）是位於烏克蘭中部的村莊，由切爾卡瑟州佐洛托諾沙區的德拉比夫市鎮負責管轄。該村海拔高度124米，2001年人口310，該村落96%居民使用烏克蘭語。